# TRON

Logo

TRON é um projeto de protocolo descentralizado baseado em blockchain que visa ser uma plataforma de distribuição de conteúdo para a indústria de entretenimento digital .
O website da TRON descreve o objetivo do protocolo como a construção de um ecossistema de conteúdo global e livre, no qual os criadores têm o poder de publicar, armazenar e possuir livremente seus conteúdos, interagindo diretamente com seus consumidores graças a emissão descentralizada, circulação e negociação de ativos digitais .
A Tron Foundation foi criada em Setembro de 2017 pelo atual CEO Justin Sun e recebeu críticas por plágio no início de 2018, porque seu whitepaper apresentava cópias dos whitepapers da Filecoin e IFPS, sem citar as mesmas.  Justin Sun respondeu que isso foi apenas um erro cometido por tradutores voluntários. Também circularam rumores de que o Justin Sun se desfez de até 6 bilhões de TRX na maior alta da criptomoeda, mas uma investigação independente descobriu que isso era falso.
Atualmente, o único escritório da TRON está localizado em Pequim, na China. Recentemente Justin Sun hospedou uma transmissão ao vivo em sua conta no Twitter. Ele alegou que seu escritório na China tem cerca de 100 funcionários. Ele também anunciou que um escritório de São Francisco será aberto em breve.
O código fonte da Tron está disponível no GitHub.
A Tron Foundation vem desde o ano de 2018 com aquisições de grandes proporções pelo objetivo de deixar a internet que conhecemos mais descentralizada, vindo com BitTorrent juntamente a µTorrent. O serviços de compartilhamento de arquivos que consiste entre pessoas o envio de qualquer tipo de coisa o famoso P2P (peer-to-peer) agora tendo a rede com mais de 100.000.000.00 de usuários. 

## Objetivos da TRON
A rede Tron foi projetada para tornar o conteúdo de entretenimento mais fácil de vender e mais barato de consumir. Em teoria, esse objetivo é alcançado colocando o conteúdo numa blockchain e os criadores e consumidores numa rede peer-to-peer, eliminando assim agentes intermediários.
Como explicado em seu site, o protocolo Tron oferece "escalabilidade, alta disponibilidade e alta vazão que dá suporte a todas as aplicações descentralizadas no ecossistema da TRON". A rede incentiva os usuários a criar seus próprios aplicativos de entretenimento descentralizados..
Todas as aplicações e parcerias da plataforma TRON permitirão, de forma nativa, o uso de outras criptomoedas sobre o protocolo da TRON. Todas as transações sobre o protocolo são convertidas para TRX automaticamente antes do processamento, e transferida de volta para o usuário na moeda apropriada.
A TRON pretende conquistar a internet através dos seguintes recursos:
- Dados livres e não controlados;
- Ecossistema de conteúdo onde usuários podem adquirir ativos digitais através da disseminação de conteúdo;
- ICO próprio com capacidade de distribuir ativos digitais;
- Infraestrutura que permite a troca distribuída de ativos digitais.

## Mercado
O ICO da Tron ocorreu em Setembro de 2017 e conseguiu levantar $70 milhões. A moeda tem sido negociada desde Setembro de 2017 e atingiu seu mais alto valor de mercado em 5 de Janeiro de 2018, quando atingiu $0.30. Seu valor máximo de capitalização foi de $19,7 bilhões em 5 de Janeiro de 2018. Números atualizados estão disponíveis em CoinMarketCap.com
Quando a Testnet foi lançada em 31 de março, a Tron teve um impulso no mercado. Em abril, o mercado de criptomoedas experimentou uma queda nos preços. Uma das principais razões que determinaram a queda foi a proibição de conteúdo relacionado a criptografia e anúncios em algumas das plataformas de mídia social mais populares. A maioria das moedas sofreu os efeitos negativos desta proibição geral, incluindo a moeda superior, Bitcoin. No entanto, quando o mercado de criptografia estava passando por esta queda, a Tron estrategicamente lançou seu Testnet.
A tendência de proibir anúncios de criptomoedas nas principais plataformas sociais, como Facebook, Twitter e Google/YouTube, é de certa forma vantajosa para a plataforma Tron, pois na rede da Tron os usuários poderão decidir quais informações serão transmitidas ou removidas, reduzindo a censura. Mesmo que isso seja uma vantagem para Tron, nada foi provado até o momento, pois a rede principal acabou de ser lançada.
No final de maio, a Mainnet da Tron estava totalmente funcional, após seu lançamento oficial em Pequim. A inauguração da Mainnet foi anunciada no Yizhibo, no Periscope e no Youtube, com mais de 30 milhões de visualizações de pessoas de todo o mundo. Investidores da China, Rússia, Espanha, Coréia do Sul, Japão e de alguns países árabes também estavam presentes.
O token nativo da plataforma é o Tronix (TRX). O Tronix pode ser usado pelos consumidores para pagar pelo conteúdo que desejam acessar. Essas moedas então vão para as contas dos produtores de conteúdo, onde podem ser trocadas por outras moedas ou podem ser usadas para pagar por serviços na blockchain.

## Funcionamento
TRON incorpora uma tecnologia peer-to-peer baseada em blockchain que basicamente significa que, como outras criptomoedas, é capaz de eliminar o intermediário. Isso resultará em uma redução de custo para os consumidores e aumentará a facilidade e a velocidade da coleta por meio de recibos diretos do criador do conteúdo, o que é benéfico para ambas as partes.
De outro ponto de vista, a tecnologia da TRON é uma plataforma de armazenamento distribuído que permite que seus usuários acessem conteúdo de entretenimento de todas as partes do mundo sem precisar da assistência de serviços como Google Play Store ou da Apple Store. Como resultado, os produtores de conteúdo podem receber pagamentos diretamente dos consumidores rapidamente.
A Tron suporta diferentes tecnologias de blockchain e redes de contratos inteligentes, como Bitcoin, EOS, Ethereum, e oferece aos desenvolvedores ferramentas multiprotocolo para desenvolvimento de aplicativos de conteúdo.
Os desenvolvedores de jogos podem criar uma moeda de jogo única e trocar livremente com outras empresas de jogos na plataforma Tron, que fornecerá uma rede segura e baseada em contratos inteligente para as trocas de diferentes tokens de jogos. Isto permitirá estabelecer uma base sólida para um ecossistema de jogos global descentralizado.
Assim como muitas outras moedas digitais, as transações envolvendo a moeda digital TRX ocorrem em uma carteira pública. Nesta carteira, o histórico de cada transação pode ser verificado. O modelo de transação que o TRX usa é muito similar ao modelo de transação utilizado pelo Bitcoin, a única diferença é que a Tron adicionou mais segurança ao modelo do Bitcoin. O modelo utilizado pelo TRX é chamado UTXO. Em um modelo UTXO, há uma saída básica que é uma quantia de dinheiro enviada ao endereço de um usuário TRX juntamente com um conjunto de regras que desbloqueará esse valor específico. O produto final é uma saída que é chamada de UTXO.

## Perspectiva
A TRON é uma iniciativa ambiciosa que tem muitas fases previstas para os próximos anos, começando com Exodus em 2017 e chegando até o Eternity em 2023.

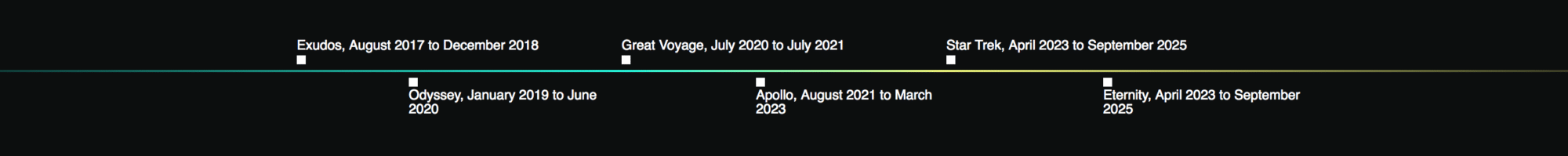
Roadmap

As principais características de cada etapa são:
- Exodus: A plataforma gratuita para distribuição, armazenamento e conteúdo ponto a ponto.
- Odyssey: Incentivos econômicos colocados em prática para incentivar a adoção antecipada e a criação de uma comunidade proprietária de criadores de conteúdo e consumidores com algo semelhante a uma prova do modelo de participação. O modelo de reembolso para criação de conteúdo está vinculado a uma métrica com um esquema de gorjetas ao contrário do sistema a visualizações ou cliques simples. Visualizações e cliques não são ideais, pois podem ser reproduzidos em massa por robôs.
- Great Voyage: Capacidades individuais de ICO. A TRON terá que desenvolver sua própria plataforma de desenvolvimento de aplicações blockchain semelhante à da Ethereum, com uma linguagem para desenvolvimento de contratos inteligentes. No entanto, a TRON admite que pode enfrentar alguns dos mesmos problemas da Ethereum, como o congestionamento da rede, como resultado de lançamentos de ICO's.
- Apollo: Habilidade para produtores de conteúdo emitirem tokens pessoais. Um efeito colateral poderia ser que a rede não seja capaz de validar adequadamente a confiabilidade de cada um dos inúmeros tokens exclusivos. Além disso, o informe oficial de TRON não detalha como será feita a prevenção de hacks pela rede. Apenas menciona brevemente a necessidade e a implementação planejada de uma troca descentralizada desses tokens como um esforço para mitigar algumas dessas ameaças potenciais.
- Star Trek: Nesta fase, a plataforma de conteúdo da TRON seria transformada em uma plataforma de jogos descentralizada com jogos autônomos, bem como funções de previsão. Como o valor atual do mercado global de jogos é de mais de US $ 450 bilhões, esta fase provavelmente fornecerá à TRON o ímpeto de que precisa para alcançar uma capitalização de mercado desejável.
- Eternity: Eternidade basicamente lidaria com a captação de recursos e monetização dos jogos. Nesta fase, os investidores poderiam colocar seu dinheiro em jogos globalmente populares.

## Fundador
O fundador e líder da Fundação Tron, Justin Sun, possui apenas 28 anos e já acumula feitos impressionantes na sua carreira. Alguns desses feitos são:
- Graduado na University of Pennsylvania
- 2015 Forbes China 30 under 30
- 2017 Forbes Asia 30 under 30
- Fundador do Peiwo APP
- Participante da Hupan University founded by Jack Ma
- Ex-representante chefe do Ripple na China.

Ele também possui uma estreita ligação com Jack Ma fundador do grupo Ali Baba. Jack Ma selecionou Justin Sun para estudar na pretigiosa Jack Ma Hupan University, que possui uma taxa de aceitação menor que Princeton. Apesar de as relações entre o grupo Ali Baba e a Tron não estarem claras, alguns desenvolvedores do Ali Baba foram trabalhar na Tron.

## Parcerias

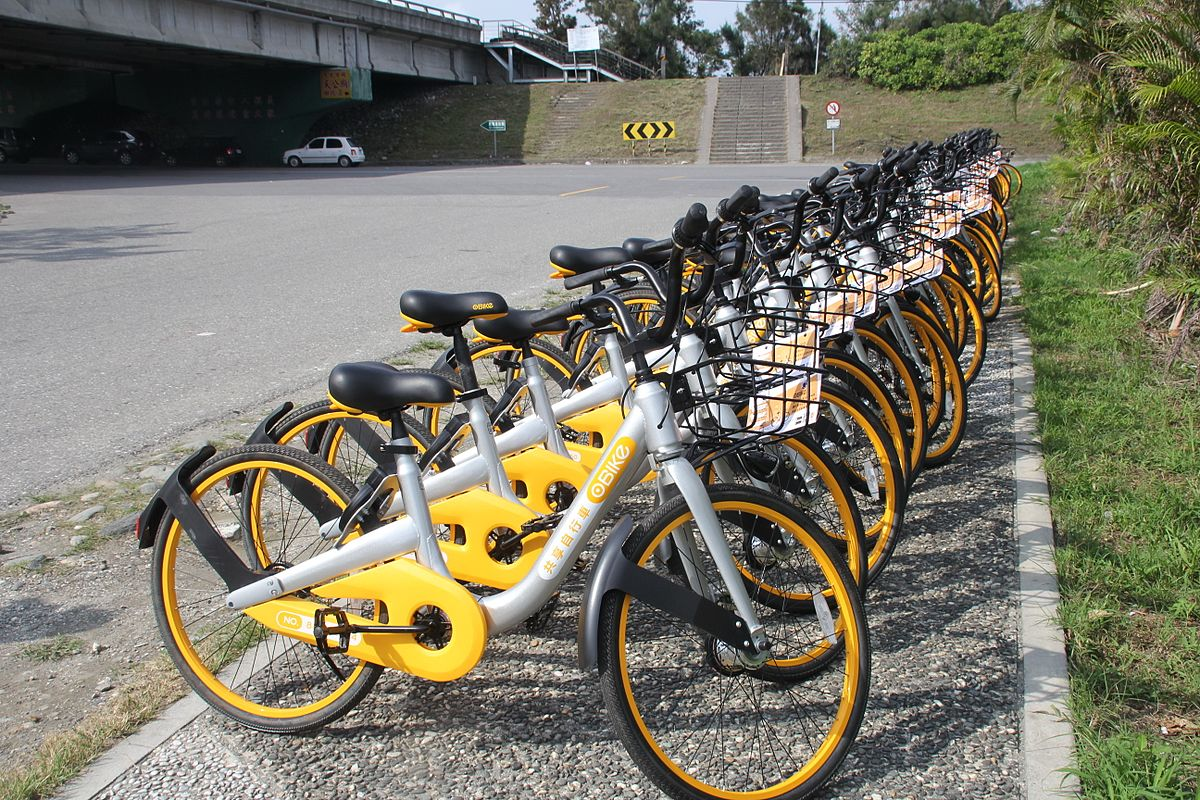
oBike

- oBike: No dia 26 de Dezembro de 2017, a TRON anunciou uma parceria com a oBike, uma multinacional de compartilhamento de bicicletas que opera em mais de 20 países na Europa, Ásia e Austrália, além de possuir em torno de 10 milhões de usuários. A oBike possui sua própria criptomoeda, a oCoin, que será usada sobre o protocolo TRON, e convertida para TRX antes e depois das transações.
- Game.com: Em parceria com a TRON, a game.com desenvolveu o Pet Planet na tentativa de obter o sucesso alcançado com pelos CriptoKitties na plataforma Ethereum.
- Integração com o Peiwo App: Os usuários do aplicativo Peiwo agora podem depositar e retirar TRX através de uma carteira virtual dentro do aplicativo. Além disso, os usuários podem comprar e doar presentes virtuais entre si. O aplicativo Peiwo possui mais de 10 milhões de usuários registrados no mundo e mais de 1 milhão de usuários ativos.
- Global Social Chain(GSC): A Global Social Chain é uma rede social com mais de 100 milhões de usuários registrados. A TRON ajudará a GSC em termos de financiamento, tecnologia e infraestrutura para o desenvolvimento de um sistema social baseado em blockchain.
- Gifto: É uma plataforma de presentes virtuais baseada em blockchain. A Gifto usará a infraestrutura da TRON para processar uma quantidade massiva de transações de usuários que enviam presentes virtuais.

## Investidores
A Tron busca atuar em uma indústria que experimentou um enorme crescimento, ainda com muitos potenciais inexplorados - entretenimento de conteúdo global. Alguns dos investidores da Tron são:
- Weixing Chen: Fundador do Kuaidi, serviço de compartilhamento de carros conhecido como o "Uber chinês". A Kuaidi possui um valor de mercado de aproximadamente $100 bilhões de dólares.
- Wei Dai: CEO da oFo, uma companhia de compartilhamento de bicicletas de valor estimado em $3 bilhões, que opera mais de 10 milhões de bicicletas em mais de 250 cidade e 20 países.
- Shuoji Zhou: Sócio fundador da FBG Capital, uma das principais empresas de gerenciamento de ativos digitais do mundo. Considerado um dos gestores de fundos mais bem conectado e visionário da Ásia.
- Xu Yiji: Um dos fundadores da Antshares, atualmente conhecida como NEO.

## Links
- Tron Official website
- Justin Sun on Twitter
- TRON Twitter
- TRON Coin Reddit
- TRON Review - ICORating
- Tron's Telegram
- Tron's Slack
- Tron's Github